# Plantarum Rariorum Horti Caesarei Schoenbrunnensis
Plantarum Rariorum Horti Caesarei Schoenbrunnensis (abreviado Pl. Hort. Schoenbr.) es un libro con descripciones botánicas que fue editado por el médico, biólogo y botánico holandés Nikolaus Joseph von Jacquin. Se publicó en 4 volúmenes el 1 en 1797; 2 en 1797; 3 en 1798 y 4 en 1804.